# Fresno de Torote
Fresno de Torote es un municipio y despoblado español de la Comunidad de Madrid, situado en la comarca natural de la Campiña del Henares. El término municipal cuenta con una población de 2548 habitantes (INE 2024) concentrada en la pedanía de Serracines y sus urbanizaciones.

## Geografía

### Ubicación
El término municipal de Fresno de Torote está situado al noreste de la Comunidad de Madrid, en el llamado corredor del Henares. Su territorio está representado en la hoja MTN50 (escala 1:50 000) 535 del Mapa Topográfico Nacional.
| Noroeste: Alalpardo                  | Norte: Ribatejada      | Noreste: Valdeavero y Torrejón del Rey (Guadalajara) |
| Oeste: Alalpardo y Daganzo de Arriba |                        | Este: Camarma de Esteruelas                          |
| Suroeste Daganzo de Arriba           | Sur: Daganzo de Arriba | Sureste: Camarma de Esteruelas                       |

Tiene una altura que va de los 680 a los 815 m s. n. m. El territorio es recorrido por el río Torote y sus arroyos subsidiarios (Las Raposera, Valdeolmos, la Raya, Charco del Muerto, del Pobo y Valmediano). La principal vía de comunicación es la carretera M-113 (km 16 a 22) que discurre de norte a sur. El clima es mediterráneo continental.
La casi totalidad de los habitantes del municipio censados en 2014 residen en la pedanía de Serracines, situada a 2 km del despoblado de Fresno de Torote. En Serracines se desarrolla toda la actividad social y comercial del término municipal. Están la sede del Ayuntamiento de Fresno de Torote, el Centro Médico, la iglesia parroquial, el Mercado, etc. Forma parte de Serracines la urbanización Jardín de Serracines que colinda con la urbanización Paraje del Arzobispo, ya en Ribatejada.

## Historia
Fundado por el primer Marqués de Santillana en el siglo XV, para dar acomodo a sus jornaleros. En el siglo XVI fue señorío de la Princesa de Éboli. En el siglo XX fue frecuentado por Juan de Borbón, muy aficionado a "la matanza"; solía acudir dos o tres veces al año. Era recibido por el marqués Jaime Álvarez de las Asturias, y salían a cazar.
En la sacristía de la iglesia de la Asunción de Nuestra Señora apareció en el año 2000 un ataúd que contenía los restos de Juan Hurtado de Mendoza y Luján, segundo señor de Torote.

## Demografía
Cuenta con una población de 2548 habitantes (INE 2024).
| Gráfica de evolución demográfica de Fresno de Torote entre 1842 y 2021 |
| |
| Población de derecho según los censos de población del INE Población de hecho según los censos de población del INEEntre el censo de 1857 y el anterior, crece el término del municipio porque incorpora a 285014 (Serracines) |

A mediados del siglo XIX se anexó a Fresno de Torote el municipio de Serracines, que hasta entonces era independiente.

## Comunicaciones
A Fresno de Torote llegan dos líneas de autobús, una de ellas comienza su recorrido en la estación de Canillejas de la línea 5 del Metro de Madrid. Ambas líneas son operadas por la empresa ALSA y son:
| Línea | Recorrido                                          |
| ----- | -------------------------------------------------- |
| 251   | Torrejón de Ardoz – Valdeavero - Alcalá de Henares |
| 256   | Madrid (Canillejas) – Daganzo - Valdeavero         |